# متكاورة إسفينية
متكاورة إسفينية (الاسم العلمي:Sphaerophorus cuneatus) هي نوع من الفطريات تتبع جنس المتكاورة من فصيلة المتكاورات.